# هاگینز (میزوری)
هاگینز (به انگلیسی: Huggins) یک منطقهٔ مسکونی در ایالات متحده آمریکا است که در میزوری واقع شده‌است.